# Church in These Streets
Church in These Streets (англ. Церковь в этих улицах) — шестой студийный альбом американского рэпера Джизи. Был выпущен 13 ноября 2015 года звукозаписывающими компанией Def Jam. В записи альбома приняли участие певицы Жанель Монэ и Моника.

## Коммерческий успех
Альбом дебютировал на строчке № 4 в чарте Billboard 200 с отметкой в 107 000 проданный копий после первой недели продаж.
По состоянию на конец декабря 2015 года было продано более 140 000 экземпляров.

## Синглы
4 сентября 2015 года был выпущен первый сингл альбома «God».
23 сентября 2015 года был выпущен второй сингл альбома «Church in These Streets».
9 октября 2015 года был выпущен третий сингл альбома «Gold Bottles».
16 октября 2015 года был выпущен четвёртый сингл альбома «Sweet Life» с участием Жанель Монэ.

## Оценки критиков
«Church in These Streets» получил в целом положительные отзывы музыкальных критиков. На Metacritic, который присваивает рейтинг на основе 100 рецензий главных критиков, альбом получил средний балл 69, что указывает на «generally favorable reviews».
Дэвид Джеффрис из AllMusic сказал: «Когда вы записываете полный альбом, его монотонная, ревущая подача — это приобретенный вкус, и всего несколько гостевых снимков плюс длинный список треков, новичкам может показаться, что этот большой альбом будет непростым. Несмотря на это, амбициозный „Church in These Streets“ поддерживает великую бандитскую мотивацию 101 человека, превзойдя этот альбом по художественным достоинствам и значимым текстам».
Аарон МакКреЛЛ из HipHopDX заявил: «Church in These Streets» Джизи удалось сохранить свежесть на протяжении шести альбомов. «Church in These Streets» — это серия джемов, основанных на ловушках, которые вдохновят свою целевую аудиторию и порадуют широкий круг слушателей". Мэтью Рамирес из Pitchfork Media сказал: «Лучшая музыка Jeezy часто использовала то, как далеко он мог зайти с запоминающимися рекламными роликами и кульминационными моментами, торжествующей простотой. Здесь это приглушается до мутных результатов».

## Список композиций
| №                   | Название                                 | Автор(ы)                                                                  | Продюсер                      | Длительность |
| ------------------- | ---------------------------------------- | ------------------------------------------------------------------------- | ----------------------------- | ------------ |
| 1.                  | «Grind State»                            | Джей Дженкинс Дуэйн Ричардсон                                             | D. Rich                       | 3:43         |
| 2.                  | «Lost Souls»                             | Джей Дженкинс Дуэйн Ричардсон                                             | D. Rich                       | 3:44         |
| 3.                  | «Holy Water»                             | Джей Дженкинс Джошуа Кросс Бишоп Гриннедж                                 | Cassius Jay Beezo             | 4:13         |
| 4.                  | «Gold Bottles»                           | Джей Дженкинс Лондон Холмс                                                | London on da Track            | 3:12         |
| 5.                  | «Hell You Talkin' 'Bout»                 | Джей Дженкинс Лондон Холмс                                                | London on da Track            | 2:31         |
| 6.                  | «Hustlaz Holiday»                        | Джей Дженкинс Джеймс Россер-мл. Брэндон Рэкли Уилли Бёрд                  | Nard & B XL Eagle Will-A-Fool | 3:27         |
| 7.                  | «Eternal Reflection» (Интерлюдия)        | Джессика Кэа Мур                                                          | Cassius Jay                   | 2:02         |
| 8.                  | «God»                                    | Джей Дженкинс Джошуа Луэллен Брайан Симмонс Лионель Нили Латаша Уильямс   | Southside TM88                | 3:28         |
| 9.                  | «Church in These Streets»                | Джей Дженкинс Хавьер Дотсон                                               | Zaytoven                      | 3:08         |
| 10.                 | «New Clothes»                            | Джей Дженкинс Джеймс Россер-мл. Брэндон Рэкли                             | Nard & B XL Eagle             | 3:45         |
| 11.                 | «Sweet Life» (при участии Janelle Monáe) | Джей Дженкинс Род Янси Джонатан Пристер Лорин Чиа                         | C4 Supah Mario                | 3:42         |
| 12.                 | «Scared of the Dark»                     | Джей Дженкинс Джеймс Россер-мл. Брэндон Рэкли                             | Nard & B                      | 3:39         |
| 13.                 | «No Other Way»                           | Джей Дженкинс Дуэйн Ричардсон Майкл Гловер                                | D. Rich                       | 3:33         |
| 14.                 | «Sister Good Game's Testimony»           | Джей Дженкинс Джеймс Россер-мл. Брэндон Рэкли                             | Nard & B                      | 1:29         |
| 15.                 | «J-Bo»                                   | Джей Дженкинс Джеймс Россер-мл. Брэндон Рэкли                             | Nard & B XL Eagle             | 3:27         |
| 16.                 | «I Feel Ya»                              | Джей Дженкинс Джеймс Россер-мл. Брэндон Рэкли                             | Nard & B                      | 3:28         |
| 17.                 | «Go Get It» (Интерлюдия)                 | Джей Дженкинс Джошуа Кросс                                                | Cassius Jay Blanco the Ear    | 1:29         |
| 18.                 | «Just Win»                               | Джей Дженкинс Элден Эллис Джошуа Кросс Эндрю Хейл Саймон Хейл             | DJ Smurf                      | 3:51         |
| 19.                 | «Forgive Me» (при участии Monica)        | Джей Дженкинс Элден Эллис Ларренс Допсон Чарльз Гамильтон Кристофер Браун | DJ Smurf 1500 or Nothin'      | 3:53         |
| Общая длительность: | Общая длительность:                      | Общая длительность:                                                       | Общая длительность:           | 61:44        |

Использованные семплы
- «Lost Souls»: Оригинальные аудио-отрывки из к/ф «Уличная жизнь» (2007).
- «No Other Way»: Astral Projection — «Miami Nights 1984’s»
- «Just Win»: Andrew Hale — «L.A. Noire (Main Theme)» / Аудио-фрагменты мотивационного выступления Лесли Брауна.

## Видеоклипы
- 2015: «Gold Bottles»
- 2015: «Church in These Streets»
- 2015: «Hustlaz Holiday»
- 2016: «Sweet Life» (при участии Janelle Monáe)

## Позиции в чартах
| Чарт                                   | Пиковая позиция |
| -------------------------------------- | --------------- |
| Канада (Canadian Albums Chart)         | 59              |
| США (Billboard 200)                    | 4               |
| США (Billboard Top R&B/Hip-Hop Albums) | 2               |